# 古驰博物馆
古驰博物馆（義大利語：Museo Gucci）又名 古驰花园（Gucci Garden），是一座时尚博物馆，位于佛罗伦萨市中心领主广场的历史建筑商人法庭。这是一家私人博物馆，完全由古驰公司经营。古驰将门票销售收入的一半捐赠给佛罗伦萨市，用于修复当地艺术品。

## 历史
该博物馆成立于2011年，品牌诞生90周年之际，由时任古驰创意总监弗里达·詹尼尼设计。2018年，其继任者亚历山德罗·米歇尔与评论家兼时尚策展人玛丽亚·路易莎·弗里萨合作，于对其进行了翻新。这是继1995年向公众开放的萨尔瓦托勒·菲拉格慕博物馆之后，该市第二个专门的时装博物馆。其选址并非随机选择，历史上，商人法庭一直是一个法庭的所在地，负责审判城市行会成员之间的纠纷，其中包括纺织工人行会，这有助于使佛罗伦萨成为欧洲重要的商业中心。因此，这个地方让人想起佛罗伦萨悠久的工艺传统，其中也包括古驰，最初是作为行李和皮革制品商诞生，从而突显这个全球化品牌的佛罗伦萨根源。这座建筑曾是一家银行的所在地，被时装公司买下，在博物馆创建之前，先是将其改造成总部，将档案馆放在以前用作银行金库的区域。